# Регнерус, Марк
Марк Даниэ́ль Регне́рус (англ. Mark Daniel Regnerus; род. 31 декабря 1970, США) — американский социолог религии и профессор Техасского университета в Остине. Его основные области интересов — сексуальное поведение, динамика отношений и религия.
Лауреат (1999–2001) премии Американской социологической ассоциации за достижения в области социологии религии.

## Образование
Регнерус окончил сельскую сельскохозяйственную среднюю школу в Макбейне, Мичиган в 1989 году. Затем он поступил в Христианский колледж Троицы, где в 1993 году получил бакалавра гуманитарных наук в области социологии. Затем он получил магистра гуманитарных наук в 1997 году и доктора философии по социологии в 2000 году в Университете Северной Каролины в Чапел-Хилле. Его докторская диссертация «Социализация подростков и предотвращение проблем: взгляд на религиозные влияния» была написана под научным руководством Кристиана Смита, с которым он впоследствии написал в соавторстве несколько статей о религии и социальном поведении. Затем он был аспирантом-исследователем в Каролинском центре населения, после чего занял должность ассистент-профессора в Кельвинском колледже, где и оставался до 2002 года. В 2007 году стал ассоцированным профессором социологии в Техасском университете в Остине и а в 2018 году профессором.

## Ранние исследования
В начале своей карьеры, Регнерус изучал влияние религии на поведение подростков и молодых взрослых. Его статья «Sex is Cheap» была девятой самой загружаемой статьёй в Slate в 2011. Он также написал книги «Premarital Sex in America: How Young Americans Meet, Mate, and Think about Marrying», «Forbidden Fruit: Sex and Religion in the Lives of American Teenagers» и «Cheap Sex: The Transformation of Men, Marriage, and Monogamy».

## New Family Structures Study

### Исследование
Опрос американцев в возрасте от 18 до 39 лет был проведён Сетью знаний от имени Техасского университета в Остине. Цель состояла в том, чтобы определить различия в между молодыми взрослыми, воспитанными родителями, один из которых имел однополого партнёра, и молодыми взрослыми, воспитанными их биологическими родителями, состоящими в браке, теми, кто воспитывался одним приёмным родителем, и теми, кто воспитывался в семьях с двумя приемными родителями. Выборка итогового исследования состояла из 3000 респондентов, 175 из которых сообщили, что у их матери были романтические однополые отношения, и 73 сказали то же самое о своем отце. Исследование было опубликовано Марком Регнерусом в журнале «Social Science Research».

### Результаты
По данным исследования, дети, воспитывавшиеся в семьях, в которых хотя бы один из родителей имел однополые романтические отношения, имеют «многочисленные, последовательные отличия, особенно между детьми женщин, которые имели лесбийские отношения и теми детьми, кто вырос в семье состоявших в гетеросексуальном браке биологических родителей». Среди прочего в результатах было отмечено, что дети из однополых пар более подвержены депрессии, а их родители чаще получают пособия.

### Критика
В самом исследовании сообщалось о ряде ограничений. Во-первых, исследование не оценивало детей, рождённых в однополых браках, поскольку подавляющее большинство его респондентов достигли совершеннолетия до легализации однополых браков. Во-вторых, в работе отдельно указано, что «исследование не является лонгитюдным, и не может быть использовано для установления причинно-следственных связей». В-третьих, статья посвящена по большей части детям, появившимся в однополых парах в результате усыновления или распада предыдущего гетеросексуального партнёрства, в котором участвовал гомосексуальный родитель, в то время как современные однополые пары чаще используют для получения детей ЭКО и суррогатное материнство. Сам Регнерус утверждал, что ориентация родителей никак не влияет на родительские способности человека, и выявленные различия, вероятно, частично вызваны недостатком поддержки однополых семей в обществе.
Более двухсот учёных со степенями PhD и MD, включая президента Американской социологической ассоциации и президента Американской медицинской ассоциации, написали открытое письмо, в котором выразили претензии к «доказательности статистической обработки» работы Регнеруса и обвинили в ошибочности его выводы. Основной проблемой исследования было названо отнесение к группам «матери-лесбиянки» и «отцы-геи» любых людей, которые когда-либо имели однополые отношения. Из 3 000 детей, участвовавших в исследовании Регнеруса, всего два ребёнка воспитывались однополыми родителями в течение значительного периода жизни, оба — в семьях лесбиянок.

В обзоре, проведённом Американской медицинской ассоциацией, было отмечено следующее:
… Данные не показывают, действительно ли предполагаемые романтические отношения когда-либо имели место; идентифицировал ли себя родитель как гей или лесбиянка; были ли однополые отношения непрерывными, эпизодическими или только разовыми; был ли человек в этих категориях фактически воспитан гомосексуальным родителем (дети отцов-геев часто воспитываются их гетеросексуальными матерями после развода), тем более родителем в долгосрочных отношениях с однополым партнером. Действительно, большинство участников этих групп провели очень мало времени, если вообще проводили его, воспитываясь «однополой парой».
Социологический факультет Техасского университета в Остине в своём официальном заявлении отстранился от исследования Регнеруса, указав, что выводы Регнеруса не отражают взглядов социологического факультета университета и не отражают точку зрения Американской социологической ассоциации. Тем не менее, утверждается далее в заявлении, Регнерус также имеет право выражать свою собственную точку зрения.
Повторный анализ выявил ещё ряд проблем в исследовании: многочисленные шуточные и неправдоподобные ответы респондентов и проблематичная классификация семей. Исследователям не удалось воспроизвести результаты Регнеруса.

### Финансирование и обвинения в предвзятости
Исследование спонсировалось такими консервативными организациями, как Институт Уизерспун, который потратил около $700,000 на него, и Bradley Foundation, который вложил $90,000. Президент университета Уизерспун ожидал результатов, которые будут неблагоприятными для сторонников однополых браков. В первоначальном докладе Регнерус заявил, что Институт Уизерспуна и Фонд Брэдли не сыграли никакой роли в разработке исследования, и отверг обвинения в том, что эти организации оказали на него влияние. Однако в 2013 году в ответ на запросы Американской независимой новостной сети была опубликована электронная переписка между Регнерусом и сотрудником Института Уизерспуна Брэдом Уилкоксом, которая ставит под сомнение эти заявления. В одном электронном письме Уилкокс одобрил несколько пунктов, касающихся исследования, от имени Института Уизерспуна. Критики также отметили, что Уилкокс входил в редакционный совет журнала Social Science Research, в котором позже было опубликовано исследование
Марк Регнерус — христианин и социальный консерватор, который считает, который, что его вера и его научная деятельность тесно переплетены. По мнению автора статьи о Регнерусе в New York Times, его религиозные убеждения могли повлиять на его подход к изучению однополых пар .

### Процесс рецензирования публикации
В том же журнале Social Science Research была опубликована статья, где рассматривался процесс рецензирования публикации Регнеруса и ещё одной публикации, где критически анализировался обзор исследований однополых браков от Американской Психологической Ассоциации. Автор пришёл к выводу, что рецензенты проделали плохую работу из-за своей идеологизированности и невнимательности, а отзывы учёных, которые могли разобраться в вопросе, не были получены из-за спешки. Он добавил, что из шести рецензентов трое были противниками однополых браков.

### Мнения
В научных публикациях сообщается о консенсусе по поводу отсутствия значимых негативных различий между детьми, усыновлёнными разнополыми и однополыми парами. В проведённом в дальнейшем другом обзоре исследований на репрезентативных выборках, исследований от Корнелльского университета и amicus curae от Американской социологической ассоциации был сделан вывод, что и это, и другие исследования, якобы доказывающие существование негативных последствий воспитания детей в однополых семьях, имеют критические недостатки, и исследования в целом показывают отсутствие негативных различий между детьми, воспитанными в разных типах семей.
Реакция общественности и академических кругов на исследования Регнеруса была названа его бывшим наставником профессором социологии Кристианом Смитом «охотой на ведьм». В своей книге «Священный проект американской социологии» Смит называет эту негативную реакцию результатом содержания «священного проекта» социологии (смягчения угнетения, неравенства и т.д.); Смит утверждал, что критическая реакция, например по методологическим вопросам демонстрируется набор двойных стандартов, поскольку работы других учёных могут быть спокойно подвержены подобной критике, но, как правило, не подвергаются ей. Смит также сказал, что попытка отменить результаты статьи Регнеруса «происходит просто потому, что некоторым людям не нравится, к чему привели данные».

## Взгляды
Во время выступления в Францисканском университете в Стьюбенвилле в 2014 году Регнерус сказал, что нормализация мужского гомосексуального поведения  в обществе приведёт к всплеску гетеросексуального анального секса. В марте 2019 Регнерус и другие консерваторы написали статью, где критиковался «консервативный до-Трамповский консенсус», сочетавший либертарианскую экономику с социальным либерализмом. Они утверждали, что американский консерватизм «сдался порнографизации повседневной жизни, культуре смерти, культу соперничества» и «ядовитому и цензурному мультикультурализму». Далее в заявлении критиковались сокращение «связи между полом и гендером», легальные аборты и мир без границ.

## Научные труды
- Forbidden Fruit: Sex & Religion in the Lives of American Teenagers (Oxford University Press, 2007)
- Premarital Sex in America: How Young Americans Meet, Mate, and Think about Marrying (Oxford University Press, 2011)
- Cheap Sex: The Transformation of Men, Marriage, and Monogamy (Oxford University Press, 2017)
- The Future of Christian Marriage (Oxford University Press, 2020)